# 秋田CARAVAN MUSIC FES
秋田CARAVAN MUSIC FES（あきたキャラバン ミュージックフェス）は、秋田県内の全13市を巡るキャラバン型の野外音楽フェスである。略称はACMF。
シンガーソングライター高橋優などが主催し、9月に2日間開催される予定。

## 概要
秋田キャラバン MUSIC FESは、自身も出演経験のあるBEGINが主催する音楽フェス「うたの日コンサート」を参考にして制作された。フェスにはメインステージとなる「白神ステージ」と、芸人やバラエティ豊かな出演者が特色の「鳥海ステージ」があり、タイトルに“キャラバン”とある通り、毎年開催地を変えながら秋田県にある13の市で順次展開する予定となっている。
主催者、高橋優の故郷である秋田県の人口減少率や高齢化率が全国１位となる中、秋田を音楽で盛り上げ、元気になるきっかけに繋がればというデビュー当時からの思いが発端となり、「あきた音楽大使」に任命されたことを機に具体化し、秋田県と横手市の協力のもと第1回を高橋優の出身地で開催に至った。
フェスの開催にあわせて、主要な都市からはツアーバスや臨時列車が、最寄り駅や駐車場からはシャトルバスが運行される。また、会場の近くに送迎者用の乗降場が設けられ、保護者同伴の小学生以下は無料で入場できる。
高橋自ら取材し情報を集めた開催地の観光ガイドブックが秋田県より発行され、全国の大手レコード店や東北各地のライブハウスなどで配布された。また、ガイドブックと連動した動画がYouTubeにて公開されている。
2022年には、フェスのテーマソングとして書き下ろした「秋田の行事（feat．柳葉敏郎、藤あや子、佐々木希＆秋田県人会）」が9月7日に配信開始されたほか、新たな取り組みとして環境や食品ロス問題について、秋田CARAVAN MUSIC FESが取り組める情報や行動を発信し、実践する「+ A(CTION）」が始動した。

## 開催市・動員数
開催発表前の市：湯沢市・にかほ市・秋田市・男鹿市・大館市・鹿角市
| 回 | 開催年月   | 日：最高気温            | 市章         | 開催市 会 場                                              | 観客動員数 （2日間） |
| -- | ---------- | ----------------------- | ------------ | --------------------------------------------------------- | -------------------- |
| 1  | 2016年9月  | 3日：32.9℃ 4日：33.6℃   | 横手市章     | 横手市赤坂 グリーンスタジアムよこて                       | 16,000人             |
| 2  | 2017 年9月 | 2日：24.2℃ 3日：23.9℃   | 由利本荘市章 | 由利本荘市矢島町城内 鳥海高原 花立牧場公園 花立グラウンド | 16,000人             |
| 3  | 2018年9月  | 1日：23.7℃ 2日：26.9℃   | 由利本荘市章 | 仙北市田沢湖生保内 田沢湖生保内公園野球場                 | 16,000人             |
| 4  | 2019年9月  | 14日：29.0℃ 15日：30.3℃ | 大仙市章     | 大仙市協和船岡 サン・スポーツランド協和野球場             | 18,000人             |
| ―  | 2020年     | ―                       | ―            | ―                                                         | 5月22日中止発表      |
| ―  | 2021年9月  | 18日：22.0℃ 19日：25.1℃ | 北秋田市章   | 北秋田市 大館能代空港周辺ふれあい緑地                     | 8月24日中止発表      |
| 5  | 2022年9月  | 17日：30.8℃ 18日：30.2℃ | 北秋田市章   | 北秋田市脇神 大館能代空港周辺ふれあい緑地                 | 16,000人             |
| 6  | 2023年9月  | 16日：30.5℃ 17日：31.2℃ | 潟上市章     | 潟上市昭和大久保 元木山公園                               | 18,000人             |
| 7  | 2024年9月  | 21日：17,1℃ 22日：19.1℃ | 能代市章     | 能代市二ツ井町 二ツ井中央公園                             | 16,000人             |
| ―  | 2025年     | ―                       | ―            | ―                                                         | 休止                 |

※最高気温 出典

## 歴史

### 第1回 2016年（横手市）

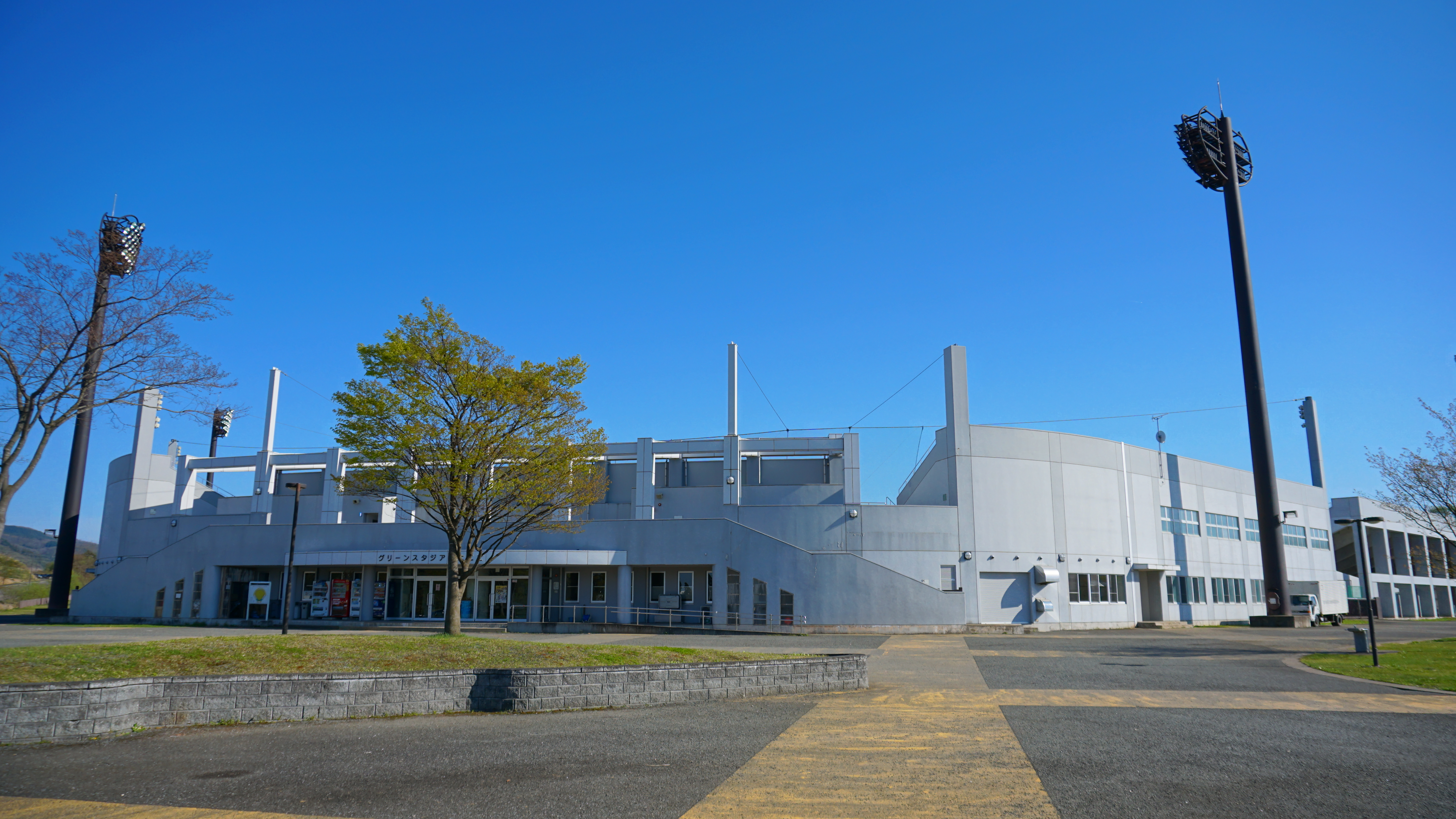
グリーンスタジアムよこて

4月27日に、横手市役所で行われた記者会見で、「グリーンスタジアムよこて」での開催が発表された。
高橋優は各アーティストとのコラボを実施し、チームしゃちほことのコラボではダンスを、福田彩乃とのコラボでは福山雅治のものまねなど、普段のライブでは見られない数々のパフォーマンスを披露した。また、オープニングでは、1日目に秋田のヒーロー「超神ネイガー」、2日目には秋田のプロサッカーチーム「ブラウブリッツ秋田」が応援に駆けつけ、両日とも高橋優の弾き語りが披露され、トリは、高橋優が務めた。
- 会場：グリーンスタジアムよこて - 横手市赤坂字大沼沢48
- 開催時間：開場10:00 / 開演12:00 / 終演18:00
- 司会：高橋航
- 出演者

| 開催日     | 白神 STAGE                                                        | 鳥海 STAGE                                  | 高橋優 セットリスト |
| ---------- | ----------------------------------------------------------------- | ------------------------------------------- | --- |
| 9月3日(土) | - チームしゃちほこ - 藤原さくら - ファンキー加藤 - BEGIN - 高橋優 | - どぶろっかーず - 福田彩乃 - 青木隆治      | 1. 素晴らしき日常 2. パイオニア 3. 太陽と花 4. 産まれた理由 5. 光の破片 6. BE RIGHT 7. 泣ぐ子はいねが 8. 明日はきっといい日になる 9. 福笑い                        |
| 9月4日(日) | - 家入レオ - レキシ - スガシカオ - ウルフルズ - 高橋優            | - THE BEAT GARDEN - どぶろっかーず - はなわ | 1. パイオニア 2. WEEKEND JOURNEY 3. 太陽と花 4. 産まれた理由 5. 光の破片 6. 現実という名の怪物と戦う者たち 7. 泣ぐ子はいねが 8. 明日はきっといい日になる 9. 福笑い |

※出演者は出演順に記載

### 第2回 2017年（由利本荘市）

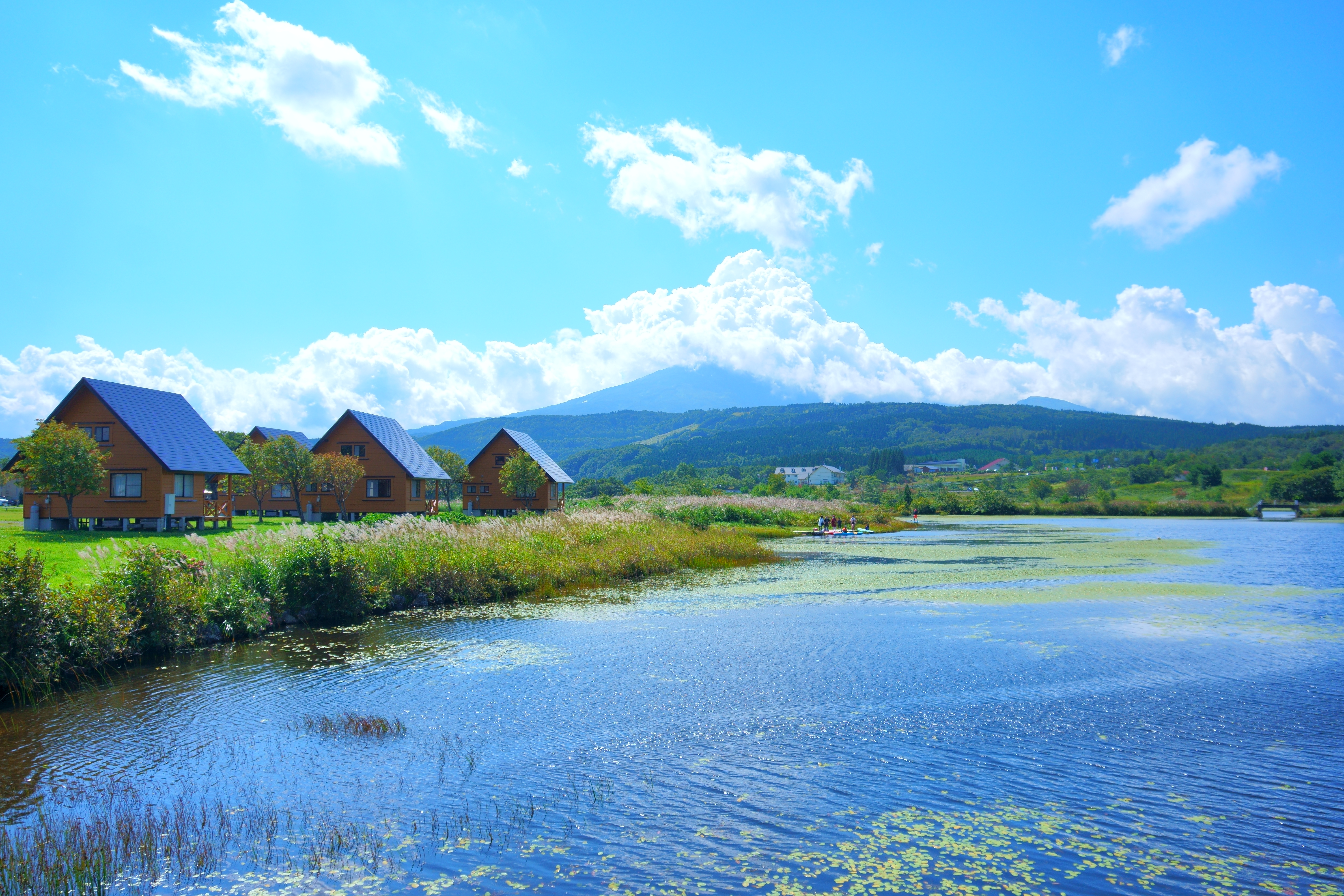
花立牧場公園

5月1日に、由利本荘市で行われた記者会見で、鳥海山北麓の1.5合目に広がる「鳥海高原 花立牧場公園 花立グラウンド」での開催を発表した。
昨年同様、高橋優が各アーティストとのコラボを実施し、各日のトリも高橋優が務めた。また、オープニングでは、高橋優の弾き語りが披露された。台風が接近する中での開催であったが、各日とも大きく天候が崩れることもなく晴れ間が広がった。
JR東日本秋田支社は、フェスの開催にあわせ、ACMFを応援するための臨時列車として特別デザインの新幹線「高橋優ACMF特別号」を運行した。秋田新幹線がアーティスト名を冠した臨時列車を運行するのは初めてで、車内アナウンスは高橋優自身が担当した。
- 会場：鳥海高原 花立牧場公園 花立グラウンド - 由利本荘市矢島町城内花立96
- 開催時間：開場9:00 / 開演11:00 / 終演17:00
- 司会：高橋航
- 出演者

| 開催日     | 白神 STAGE                              | 鳥海 STAGE                                  | 高橋優 セットリスト |
| ---------- | --------------------------------------- | ------------------------------------------- | --- |
| 9月2日(土) | - BLUE ENCOUNT - PUFFY - BEGIN - 高橋優 | - キンタロー。 - ANZEN漫才 - ミラクルひかる | ＜オープニング＞微笑みのリズム 1. 同じ空の下 2. BE RIGHT 3. 虹 4. Mr.Complex Man 5. パイオニア 6. 明日はきっといい日になる 7. 泣く子はいねが 8. ロードムービー ＜アンコール＞福笑い                   |
| 9月3日(日) | - FLOW - SCANDAL - スガシカオ - 高橋優  | - ミラクルひかる - はなわ - 椿鬼奴          | ＜オープニング＞現実という名の怪物と戦う者たち 1. Mr.Complex Man 2. BE RIGHT 3. 虹 4. パイオニア 5. こどものうた 6. 明日はきっといい日になる 7. 泣く子はいねが 8. ロードムービー ＜アンコール＞福笑い |

### 第3回 2018年（仙北市）

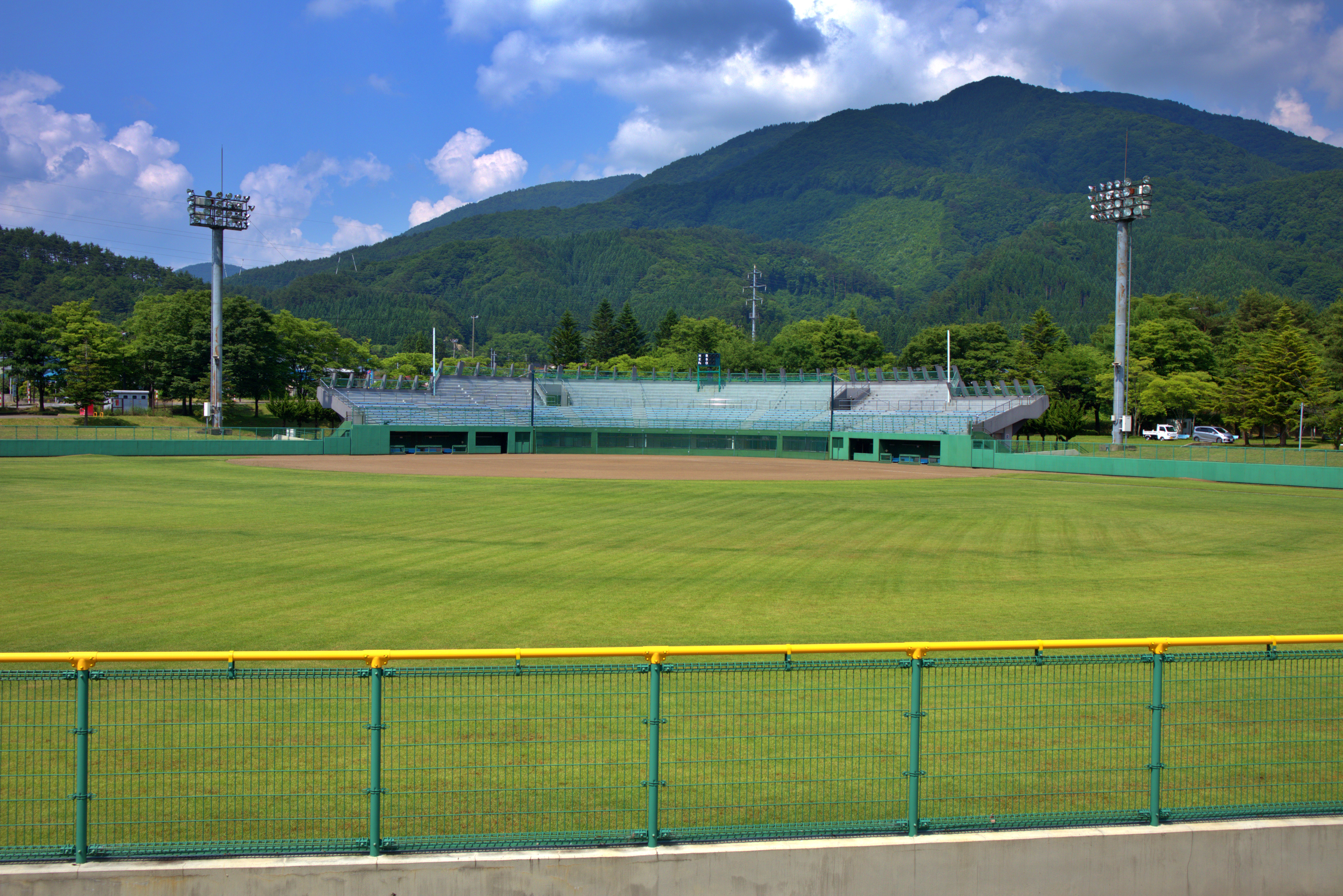
生保内公園野球場（田沢湖球場）

3月30日に、仙北市の「田沢湖生保内公園野球場」で開催されることが発表された。
恒例となったオープニングでの高橋優の弾き語りだが、2日目には由利本荘市出身で元乃木坂46の生駒里奈がサプライズゲストとして出演し、高橋優と代表曲「福笑い」を熱唱した。また、メイン会場とは別にステージが設けられ、仙北市の「田沢湖龍神太鼓保存会」と「角館高校飾山囃子部」が演奏を披露した。
新幹線「高橋優ACMF特別号」と普通列車の「高橋優ACMF特別号2」も運行された。
- 会場：田沢湖生保内公園野球場 - 仙北市田沢湖生保内字武蔵野12-1
- 開催時間：開場10:00 / 開演12:00 / 終演18:00
- 司会：高橋航
- 出演者

| 開催日     | 白神 STAGE                                                    | 鳥海 STAGE                                   | 高橋優 セットリスト |
| ---------- | ------------------------------------------------------------- | -------------------------------------------- | --- |
| 9月1日(土) | - 岡崎体育 - Little Glee Monster - JUN SKY WALKER(S) - 高橋優 | - 阿佐ヶ谷姉妹 - 小島よしお - エハラマサヒロ | ＜オープニング＞BE RIGHT 1. 虹 2. 象 3. ありがとう 4. 僕の幸せ 5. ルポルタージュ 6. 泣ぐ子はいねが 7. プライド 8. 明日はきっといい日になる           |
| 9月2日(日) | - ORANGE RANGE - 竹原ピストル - CHEMISTRY - 高橋優            | - みかん - テツ&トモ - ロバート              | ＜オープニング＞福笑い 1. 虹 2. BE RIGHT 3. ありがとう 4. ロードムービー 5. ルポルタージュ 6. 泣ぐ子はいねが 7. プライド 8. 明日はきっといい日になる |

### 第4回 2019年（大仙市）

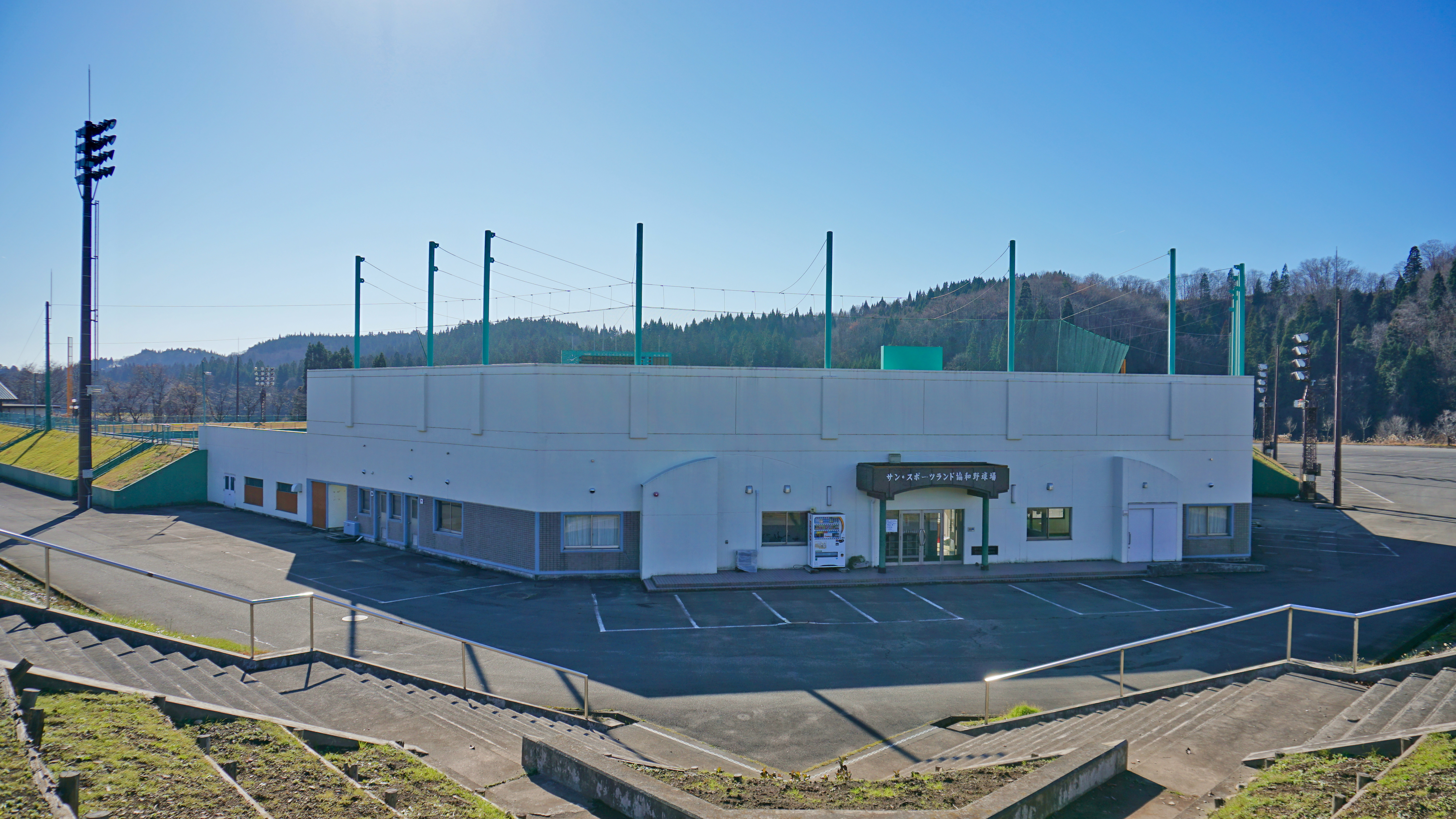
サン・スポーツランド協和野球場

3月10日に、秋田県立体育館で開催されたライブツアーで「サン・スポーツランド協和野球場」での開催を発表した。
1日目は秋晴れの中で開催され、最後は残った出演者全員で「明日はきっといい日になる」を歌って終了した。
2日目はチケットがソールドアウトとなり、オープニングでは開催地である大仙市出身の柳葉敏郎が登場し、高橋優とともに秋田県民歌を斉唱した。
フェスの最後には、大仙市からのプレゼントとして、日本三大花火大会に数えられる「大曲の花火」が連日450発打ち上げられた。
- 会場：サン・スポーツランド協和野球場 - 大仙市協和船岡字大袋2-2
- 開催時間：開場10:00 / 開演12:00 / 終演18:00
- 司会：高橋航
- 出演者

| 開催日      | 白神 STAGE                                                       | 鳥海 STAGE                          | 高橋優 セットリスト |
| ----------- | ---------------------------------------------------------------- | ----------------------------------- | --- |
| 9月14日(土) | - ベリーグッドマン - クリープハイプ - ゴスペラーズ - 高橋優      | - みはる - ふかわりょう - COWCOW    | 1. Harazie!! 2. 虹 3. アイアンハート 4. 少年であれ 5. 象 6. 高野豆腐～どこか遠くへ～ 7. 福笑い 8. 泣ぐ子はいねが 9. プライド 10. 明日はきっといい日になる       |
| 9月15日(日) | - KANA-BOON - 阿部真央 - 東京スカパラダイスオーケストラ - 高橋優 | - きつね - 荒牧陽子 - Mr.シャチホコ | 1. STARTING OVER 2. 虹 3. アイアンハート 4. 産まれた理由 5. 象 6. 高野豆腐～どこか遠くへ～ 7. 明日はきっといい日になる 8. 泣ぐ子はいねが 9. プライド 10. 福笑い |

### 2020年 中止
国内外の新型コロナウイルス感染拡大の収束の目処が立たず、北秋田市での開催に向けた準備を進められなくなったことから5月22日に中止を発表した。
観光ガイドブックは、通常開催地周辺の情報案内として発行されるが、今回は特別版として秋田県全域を紹介したものが配布された。また、「高橋優デビュー10周年＆秋田CARAVAN MUSIC FES 5周年記念生配信」というタイトルで、レキシをゲストに迎え、高橋航とともに秋田市のエリアなかいちから配信イベントが行われた。

### 2021年（北秋田市）中止

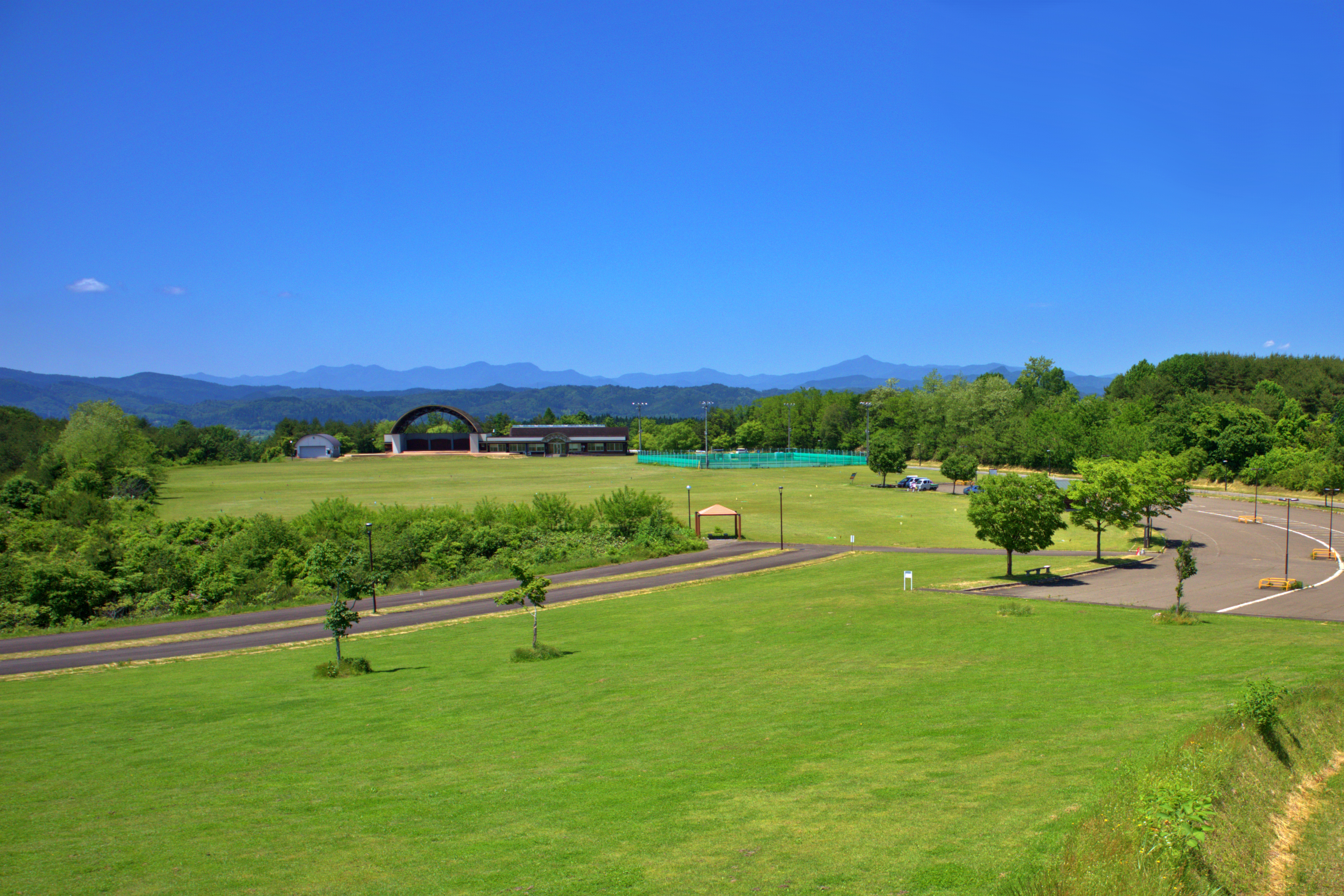
大館能代空港周辺ふれあい緑地

6月4日に、神奈川県民ホールで開催された弾き語りツアー公演第1部のMCで北秋田市での開催を発表した。
県内外の新型コロナウイルス感染者数急増のため、8月20日に北秋田市からの文書による開催自粛要請を受け、8月22日（日）に緊急の実行委員会を開催し中止を決定。8月24日に公式発表した。これにより、JR東日本の臨時列車、秋田駅着の特急2本・快速5本、秋田発の快速4本、弘前駅発の快速1本を含む合計12本の「秋田キャラバン MF 号」の運転も取りやめになった。
- 予定会場：大館能代空港周辺ふれあい緑地
- 予定開催時間：開場11:00 / 開演13:00 / 終演19:00
- 予定司会：高橋航
- 予定出演者

| 開催日      | 白神 STAGE                                    | 鳥海 STAGE                                                   |
| ----------- | --------------------------------------------- | ------------------------------------------------------------ |
| 9月18日(土) | - KREVA - 緑黄色社会 - and more - 高橋優      | - ずま（虹色侍） - チョコレートプラネット - トータルテンボス |
| 9月19日(日) | - 川崎鷹也 - SILENT SIREN - and more - 高橋優 | - COWCOW - さや香 - りんごちゃん                             |

### 第5回 2022年（北秋田市）

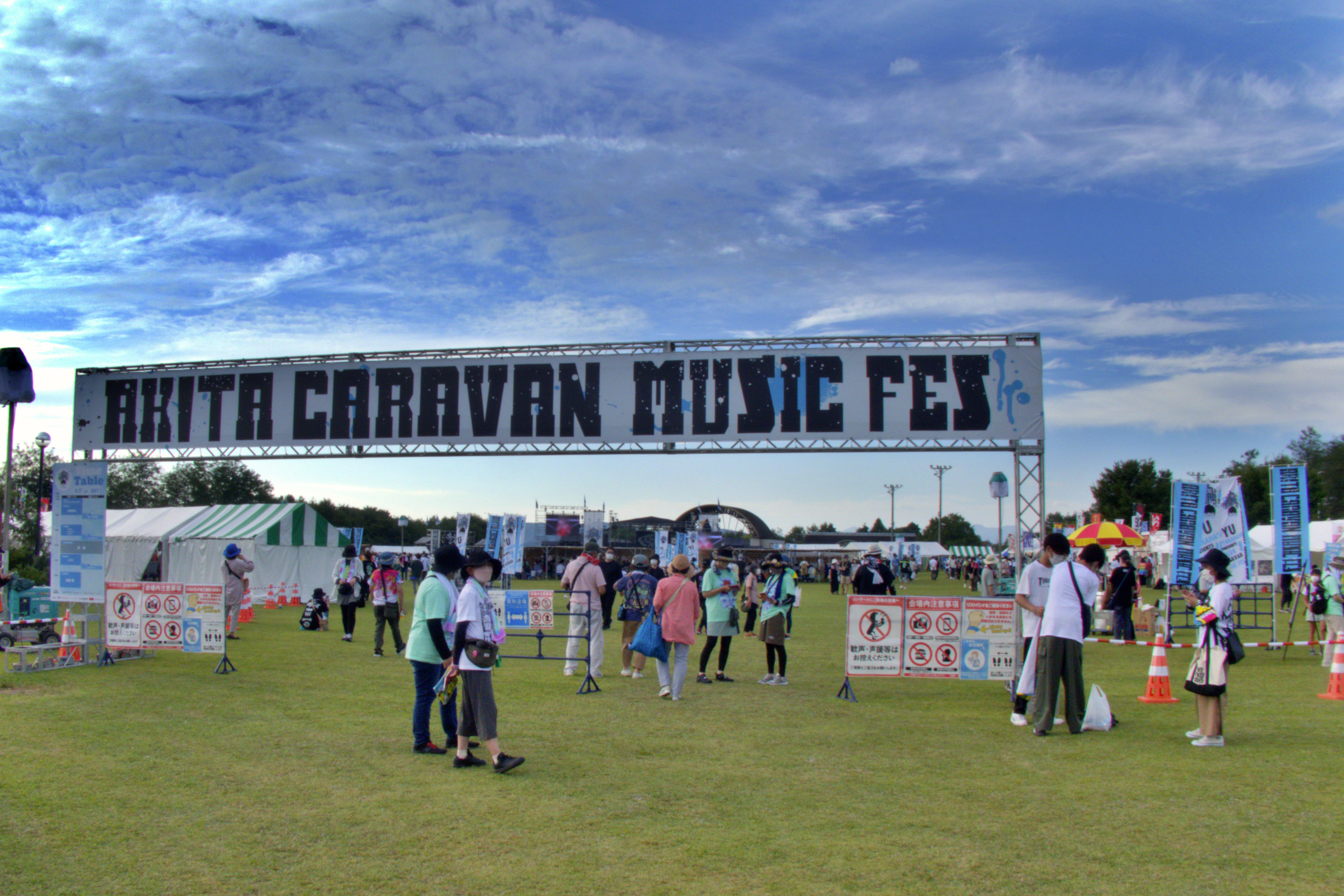
大館能代空港周辺ふれあい緑地 「多目的広場」

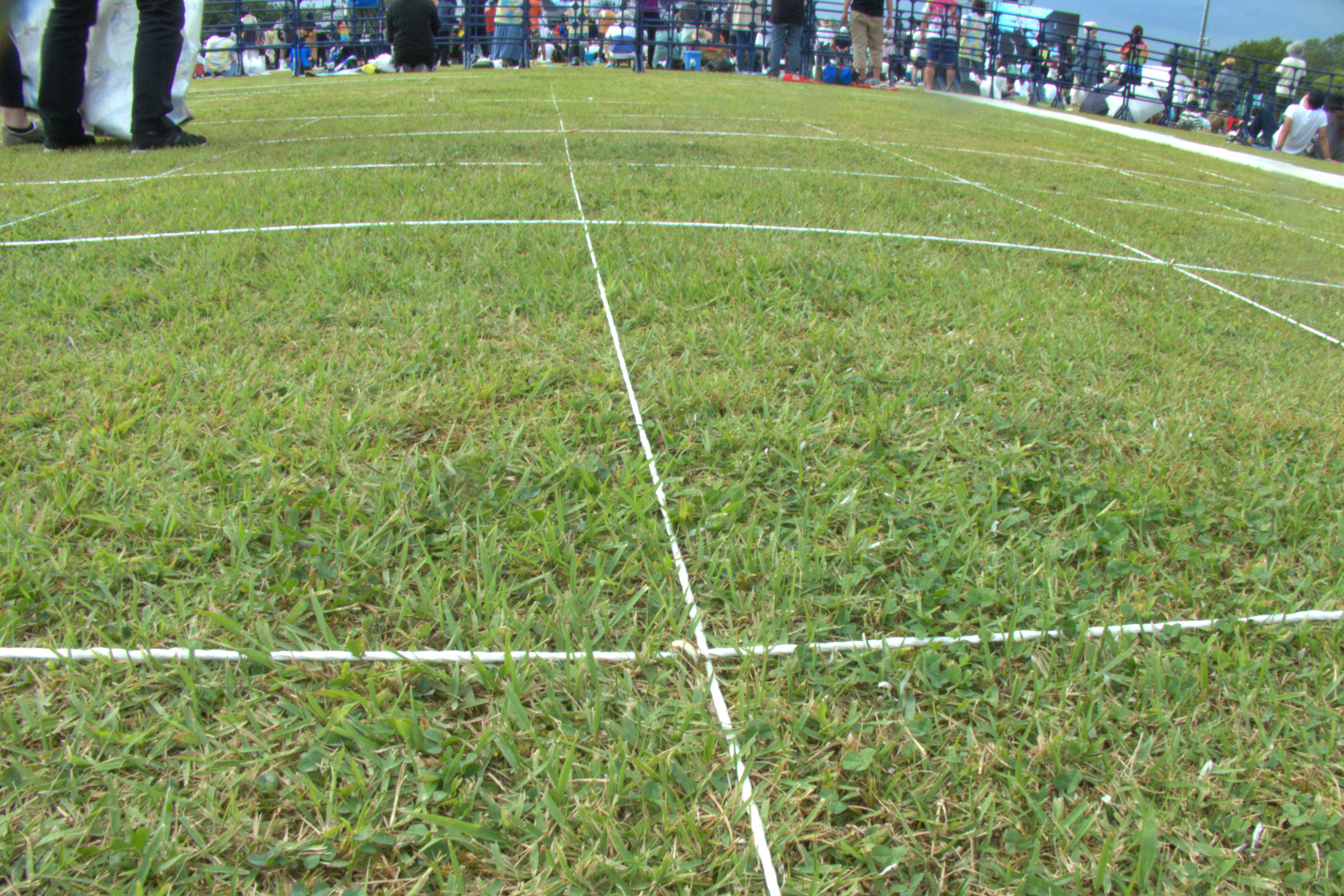
1メートル四方のマス目に仕切られた区画

6月1日に、公式サイト上で「大館能代空港周辺ふれあい緑地」での開催を発表した。最大収容人数は2万人。
新型コロナの影響により3年ぶりに開催されたが、会場ではソーシャルディスタンスを保つために「1メートル四方のマス目に仕切られた区画」が設けられ、声を上げることは制限された。また、感染防止対策としてマスクの着用や検温などが実施された。
今回のフェスから、環境や食品ロス問題について情報を発信・実践する取り組み「+A（CTION）」（プラスアクション）が始まり、食器類の一部を環境に配慮した素材に置き換えたほか、食器を炭化させることで二酸化炭素を削減する実証実験も実施した。
8月の大雨の影響で鷹ノ巣駅から大館駅の間が区間運休のため、臨時列車「秋田キャラバンMF号」の弘前駅発の運転は取りやめになったが、秋田駅発着の快速7本と特急1本は運行された 。ツアーバスは、秋田駅・大館駅・盛岡駅・横手駅から運行された。
- 会場：大館能代空港周辺ふれあい緑地 - 北秋田市脇神字奥小ヶ田116-1
- 開催時間：開場11:00 / 開演13:00 / 終演19:00
- 司会：高橋航
- 出演者

| 開催日      | 白神 STAGE                                         | 鳥海 STAGE                                   | 高橋優 セットリスト |
| ----------- | -------------------------------------------------- | -------------------------------------------- | --- |
| 9月17日(土) | - 川崎鷹也 - FUNKY MONKEY BΛBY'S - くるり - 高橋優 | - ずま（虹色侍） - りんごちゃん - どぶろっく | ＜オープニング＞ありがとう 1. STARTING OVER 2. 象 3. HIGH FIVE 4. 勿忘草 5. BE RIGHT 6. 太陽と花 7. 虹 8. 明日はきっといい日になる 9. Piece 10. 秋田の行事  |
| 9月18日(日) | - C&K - 矢井田瞳 - KREVA - 高橋優                  | - 松浦航大 - トータルテンボス - COWCOW       | ＜オープニング＞one stroke 1. パイオニア 2. 虹 3. 秋田の行事 4. 勿忘草 5. 象 6. こどものうた 7. 太陽と花 8. 明日はきっといい日になる 9. Piece 10. HIGH FIVE |

### 第6回 2023年（潟上市）

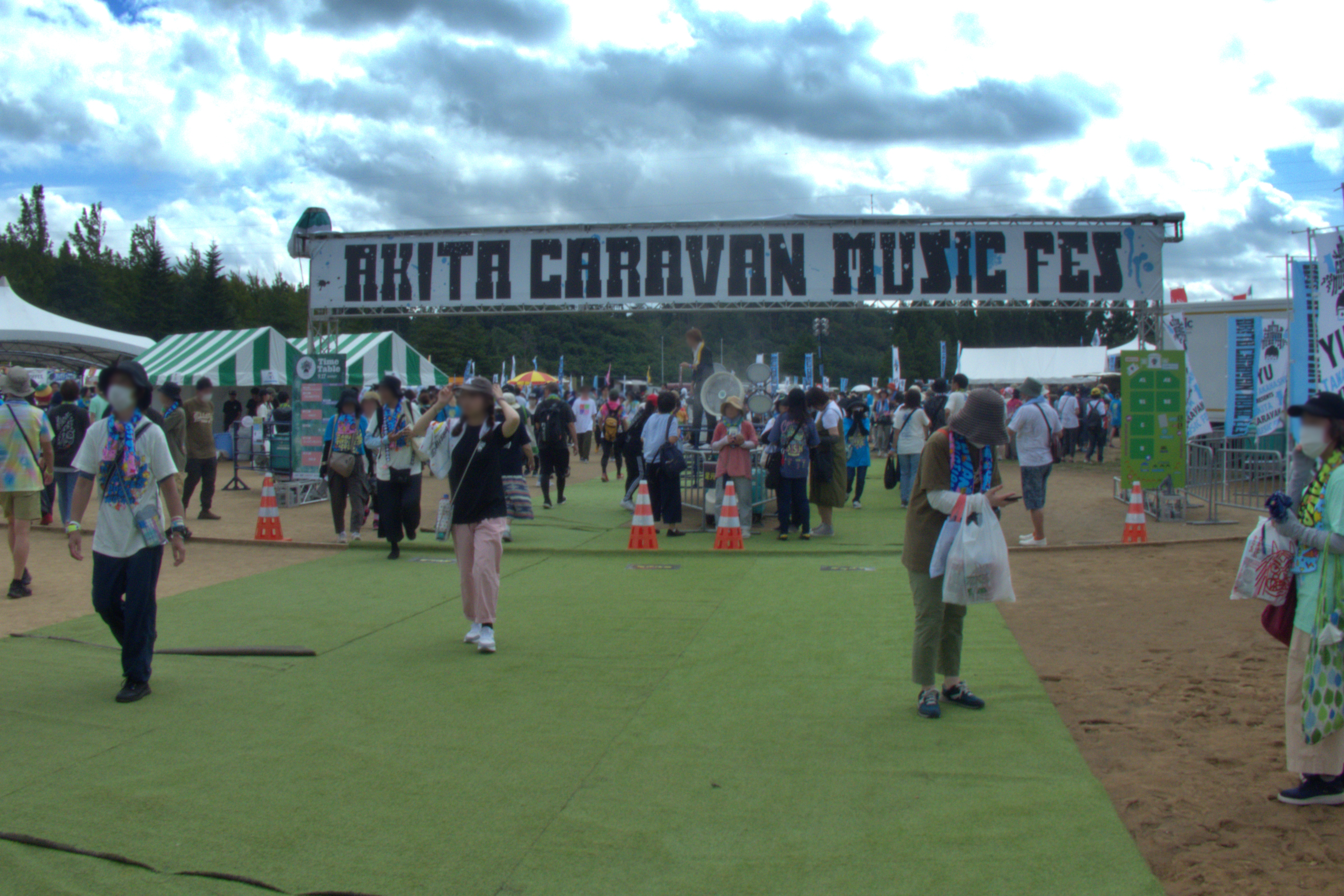
元木山陸上競技場

2月23日に、あきた芸術劇場ミルハスで開かれたライブツアーの中で、潟上市昭和大久保の元木山公園で開催することを発表した。
陸上競技場に設置された「白神ステージ」と「鳥海ステージ」では、観客の声援が許可され、観客とハイタッチをするなど、アクティブに交流が行われた。
野球場に設置された「おもてなしステージ」では、地元の中学生よる吹奏楽や梅若会による民謡が披露された。
二日目のオープニングには、サプライズゲストとして、藤あや子が駆けつけ、フェスのテーマ曲「秋田の行事」を歌った。
フェスの終了後、潟上市からのプレゼントとして、2日間にわたり花火が打ち上げられた。
秋田駅着の臨時列車「秋田キャラバンMF号」が2本と、秋田駅・盛岡駅・横手駅間のツアーバスが運行。仙台駅発着のツアーバスは催行中止となった。
- 会場：元木山公園（陸上競技場・野球場）- 潟上市昭和大久保元木山根118番地外
- 開催時間：開場10:00 / 開演12:00 / 終演18:00
- 司会：高橋航
- 出演者

| 開催日      | 白神 STAGE                                        | 鳥海 STAGE                                       | 高橋優 セットリスト |
| ----------- | ------------------------------------------------- | ------------------------------------------------ | --- |
| 9月16日(土) | - 緑黄色社会 - SKY-HI - フジファブリック - 高橋優 | - こがけん - ハナコ - チョコレートプラネット     | ＜オープニング＞ 秋田の行事 1. 絶頂は今 2. piece 3. spotlight 4. HIGH FIVE 5. はなうた-pray for AKITA- 6. one stroke 7. 高野豆腐 8. 虹 9. 泣ぐ子はいねが 10. 明日はきっといい日になる 11. ピーナッツ                    |
| 9月17日(日) | - OKAMOTO'S - wacci - ゴールデンボンバー - 高橋優 | - お見送り芸人しんいち - もも - レイザーラモンRG | ＜オープニング＞ 秋田の行事 1. 裸の王国 2. ルポルタージュ 3. spotlight 4. HIGH FIVE 5. はなうた（弾き語り） 6. 像 7. 現実という名の怪物と戦う者たち 8. 虹 9. 泣ぐ子はいねが 10. 明日はきっといい日になる 11. ピーナッツ |

### 第7回 2024年（能代市）

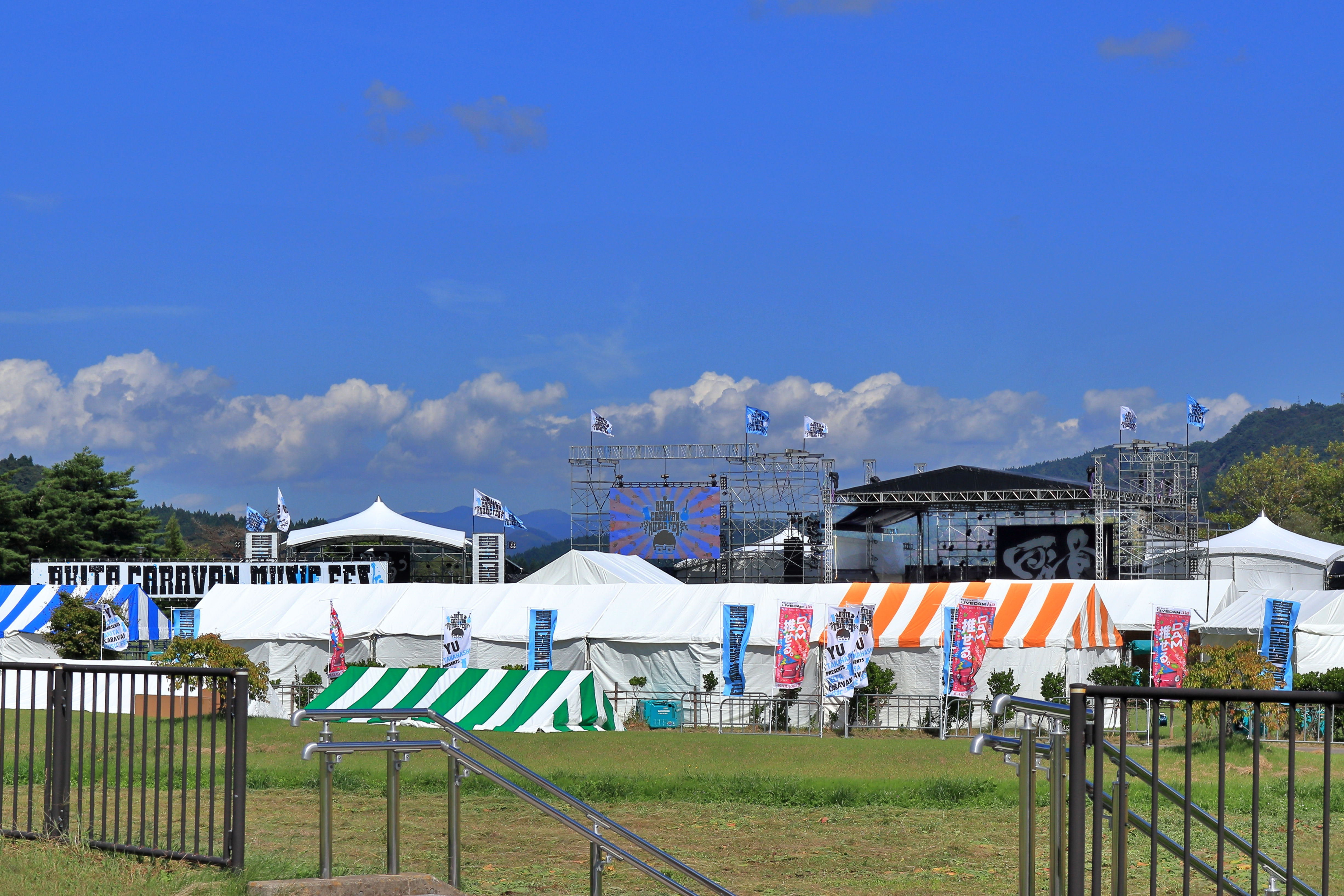
二ツ井中央公園 「にこにこ広場」 9月19日撮影

2月3日、青森市でのライブで開催地は能代市と発表。3月31日に公式サイト上で会場は「二ツ井中央公園」と発表した。最大収容人数は約1万人。
1日目のオープニングでは、高橋優がバスケットボールをドリブルしながら登場し、フェスのテーマソング「秋田の行事」を歌い開幕した。
2日間とも天候に恵まれず、雨が降って寒く、地面は泥でぬかるみ、芝生も傷んでしまった。SNSでは「田んぼフェス」「泥だらけ」などの投稿が見られた。芝生の復旧のため、全国から寄付金88万7千円が集まった。
最終日の高橋優のステージでは、会場の熱気が最高潮に達した。共に手を振り歌い観客を巻き込んだ大合唱になり、一体感を生み出した。フェスの終了後は、2日間にわたり花火が夜空を彩った。
秋田駅発着の臨時列車と大館能代空港・秋田空港・JR秋田駅・JR盛岡駅・JR横手駅往復のツアーバスが運行した。
- 会場：二ツ井中央公園 - 能代市二ツ井町上台1
- 開催時間：開場11:00 / 開演13:00 / 終演19:00
- 司会：高橋航
- 出演者

| 開催日      | 白神 STAGE                                          | 鳥海 STAGE                                       | 高橋優 セットリスト |
| ----------- | --------------------------------------------------- | ------------------------------------------------ | --- |
| 9月21日(土) | - 気志團 - AI - Saucy Dog - 高橋優                  | - キンタロー。 - ラパルフェ - とにかく明るい安村 | ＜オープニング＞ 秋田の行事 1. 雪月風花 2. 虹 3. オープンワールド 4. キセキ 5. はなうた-pray for akita- (弾き語り) 6. 現実という名の怪物と戦う者たち 7. 象 8. こどものうた 9. 明日はきっといい日になる 10. 福笑い 11. 現下の喝采     |
| 9月22日(日) | - キタニタツヤ - 私立恵比寿中学 - 斉藤和義 - 高橋優 | - だしおさん - 街裏ぴんく - ニューヨーク         | ＜オープニング＞ 秋田の行事 1. ありがとう 2. 現実という名の怪物と戦う者たち 3. オープンワールド 4. キセキ 5. はなうた-pray for akita- (弾き語り) 6. 雪月風花 7. 虹 8. 太陽と花 9. 明日はきっといい日になる 10. 福笑い 11. 現下の喝采 |

### 2025年 休止
9月27・28日に、秋田県立体育館で高橋優15周年記念秋田スペシャルライブ「～弾き語り続ける人間展2025～」開催のため「秋田CARAVAN MUSIC FES2025」は休止。

## テレビ放送など
フェスの模様は、CS放送 音楽専門チャンネル「スペースシャワーTV」で後日独占放送される予定。また、アーカイブ映像は「スペシャオンデマンド」などの音楽専門動画配信サービスでも配信される。